# Eldorado. Stjärnornas musik
Eldorado. Stjärnornas musik är ett musikalbum från 1982 med musik från Kjell Alinges radioprogram Eldorado. Skivnumret är SR Records GLIM-GLIM 5.

## Låtlista
Sida A:
- Eva Dahlgren: "Eldorado" (Tommy Lindh - Bo Häggström)
- Adolphson-Falk:  "Blinkar blå" (Adolphson/Falk)
- Totte Wallin & Björn J:son Lindh: "Stockholmsmelodi" (Evert Taube)
- Adolphson-Falk: "Orkanens öga" (Adolphson/Falk - A. Falk)
- Malou Berg & Brynn Settels: "Vera" (B. Settels/Christer Söderqvist - T. Blom)
- Michael Dee: "Tenshi" (M. Dee/M. Dee - Noko Kawasaki)

Sida B:
- Adolphson-Falk: "Bärande våg" (Adolphson/Falk - A. Falk)
- Eva Dahlgren: "Sakta vi gå genom stan" (Fred E. Ahlert - Roy Turk/svensk text: Beppe Wolgers)
- Adolphson-Falk: "Astronaut" (Adolphson/Falk)
- Sam J. Lundwall & Michael B. Tretow: "Elle Dolores" (M.B. Tretow - S.J. Lundwall)
- Michael Dee: "Regntunga skyar" (Thore Ehrling/Eskil Eckert-Lundin/Hasse Ekman)
- Adolphson-Falk: "Mer jul" (Adolphson/Falk - A. Falk)

## Listplaceringar
| Lista (1982) | Topplacering |
| ------------ | ------------ |
| Sverige      | 20           |